# Специфична топлина на топене
Специфична топлина на топене е физична величина, изразяваща количеството топлина, което е необходимо да получи единица маса от дадено вещество, за да премине от твърдо в течно състояние. Същото количество топлина се отделя при преминаване на веществото от течно в твърдо състояние.
Единицата за измерване е J/kg (джаул за килограм). Топлината на топене е частен случай на топлината на термодинамичния фазов преход.
При нагряване на някакво тяло температурата нараства поради нарастване на кинетичната енергия на топлинното движение на градивните частици на тялото. Това обаче не важи при поглъщане на топлина по време на топене. В този случай температурата на това вещество не се променя. Например, когато се нагряваме това парче лед, то неговата температура постепенно нараства, докато достигне температурата на топене, която е 0 °C. След това ледът започва да се топи, като по време на топенето продължава да поглъща топлина, но неговата температура не се променя, докато не се разтопи напълно. Чак тогава температурата на водата започва отново да се покачва.
Специфичната топлина на топене се означава с гръцката буква λ (ламбда) и се получава с формулата λ = Q/m, тоест специфична топлина на топене се нарича количеството топлина (Q) в джаули, необходимо за разтапянето на кристално вещество с маса m = 1 kg, след като вече е достигната температурата на топене на това кристално вещество. 
В таблицата по-долу са посочени температурата на топене и специфична топлина на топене при нормално атмосферно налягане.
| Вещество       | Температура на топене, °C | Специфична топлина на топене λ, J/kg |
| -------------- | ------------------------- | ------------------------------------ |
| Хелий (He)     | -269,65                   | 5,23.103                             |
| Кислород (O2)  | -219                      | 0,14.105                             |
| Азот (N)       | -209,97                   | 2,55.104                             |
| Спирт (C2H5OH) | -114                      | 1,04.105                             |
| Вода (H2O)     | 0,00                      | 3,33.105                             |
| Сяра (S)       | 119                       | 0,38.105                             |
| Олово (Pb)     | 327,3                     | 2,45.104                             |
| Алуминий (Al)  | 660                       | 3,97.104                             |
| Злато (Au)     | 1063                      | 0,64.105                             |
| Мед (Cu)       | 1083                      | 1,34.105                             |
| Волфрам (W)    | 3380                      | 2,5.105                              |

На графиката вдясно е показана зависимостта на температурата от погълнатото количество топлина за лед с маса 1 kg, като първоначалната температура на леда е -30 °C. Температурата се повишава, докато постепенно ледът се топи и не достига температура 0 °C. В края на процеса, след като ледът е разтопен напълно, вече под формата на вода тя започва да се нагрява и температурата започва да се повишава.
При аморфните вещества топенето става постепенно в сравнително широк температурен диапазон и не може да се дефинира фазов преход и специфична топлина.